# Lojo hjältegravar
Lojo hjältegravar (finska: Lohjan sankarihaudat) är en militär begravningsplats för stupade i vinterkriget och fortsättningskriget i Lojo i det finländska landskapet Nyland. Lojo hjältegravar ligger på begravningsplatsen runt Sankt Lars kyrka i Lojo. Den första hjältebegravningen i Lojo anordnades den 17 januari 1940 när sju stupade män jordfästes. När hjältegravsområdet grundades låg det i Lojo köping.
Minnesmärket vid hjältegravarna designades av Ilmari Wirkkala, och minnesmärket, liksom gravstenarna, är gjorda av granit. Bakom gravarna återfinns ett staketparti av smidesjärn. På sommaren ser staket ut så som änglavingar med växtligheten omkring det.